# Krzyżak ogrodowy
Krzyżak ogrodowy (Araneus diadematus) – gatunek pająka z rodziny krzyżakowatych (Araneidae). Nazwa pochodzi od charakterystycznego białego krzyża na odwłoku.
Występowanie: Europa (w Polsce na terenie całego kraju), Bliski Wschód, Turcja, Kaukaz, Rosja, Iran, Azja Centralna, Chiny, Japonia, introdukowany do Ameryki Północnej.
Łacińska nazwa gatunkowa oznacza „pająk przepasany”.

## Morfologia
Ubarwienie od żółto-brązowego do ciemnobrunatnego. Samica ma 10–18 mm długości, a samiec 6–7 mm. Rekordowo wielkie samice mogą przekraczać 20 mm, a rekordowo wielkie samce osiągać 8 mm. Krzyżaki budują koliste sieci o regularnym, promienistym układzie nici. Ich średnica wynosi do 45 cm.
Pająk ten zamieszkuje wszystkie typy lasów, łąki, ogrody i parki, także gospodarstwa wiejskie, a nawet budynki w miastach. Na zdobycz czai się, siedząc w pobliskiej kryjówce lub w środku sieci. Swoje ofiary poraża jadowitym ukłuciem i wysysa ich zawartość (jad rozpuszcza wnętrzności). Podczas okresu rozmnażania samiec, mniejszy od samicy, wyczuwając po drganiach sieci jej godowy nastrój, zbliża się ostrożnie do swojej partnerki i po kopulacji szybko ucieka, żeby ratować się przed pożarciem. Samica składa na jesień (w Europie Środkowej we wrześniu lub październiku) około 100 jaj koloru jasnożółtego i otacza je złocistym oprzędem. Po złożeniu jaj z reguły ginie od mrozu na początku zimy. Na wiosnę – na ogół w maju – wykluwają się młode pająki. Jesienią osiągają wielkość ok. 4 mm i zimują wśród zeschłych liści, pod korą drzew itp. Dojrzałość osiągają w sierpniu następnego roku.
Krzyżak ogrodowy jest niegroźny dla człowieka. W przypadku ukąszenia w skrajnych przypadkach może na ciele wystąpić niewielka opuchlizna i lokalna martwica tkanek w postaci dwóch małych punktów.